# Cis victoriensis
Cis victoriensis is een keversoort uit de familie houtzwamkevers (Ciidae). De wetenschappelijke naam van de soort werd in 1891 gepubliceerd door Thomas Blackburn.